# مقصود شاه
مقصود شاه (1864 - 1930م) (بالصينية: 沙木胡索特) (بالأويغورية: مقصود شاه)‏ هو مسلم أويغوري وأمير مدينة كومول من عام 1908 إلى عام 1930.

## خلفية
ينحدر مقصود شاه من عائلة جغتاي خان والتي حكمت المنطقة منذ عهد أسرة يوان، كان مقصود يتحدث التركية، وكما يتحدث الصينية بطلاقة.

## عهده
خلف مقصود شاه والده محمد شاه في حكم كومول في عام 1882. وكان أمراء كومول يعتبرون خدم عند أسرة تشينغ الحاكمة للصين، حيث يجب علي الأمير كل ست سنوات أن يزور بكين، ويخدم الإمبراطور كالعبد لمدة 40 يوما.
وفي عام 1912 بعد الإطاحة بأسرة تشينغ الحاكمة بعد ثورة شينهاي؛ تم الإطاحة بمقصود شاه، وتعيين يانغ زينغكسين حاكمًا جديدًا على سنجان. وعندما اغتيل يانغ زينغكسين في عام 1928 خلفه جين شورن. توفي مقصود شاه في عام 1930.